# شهرستان گراچیوفسکی (سرزمین استاوروپول)
شهرستان گراچیوفسکی (به لاتین: Grachyovsky District) یک شهرستان در روسیه است که در سرزمین استاوروپول واقع شده‌است.